# Cavnic
Cavnic (in ungherese Kapnikbánya, in tedesco Kapnik) è una città della Romania di 5 240 abitanti, ubicata nel distretto di Maramureș, nella regione storica della Transilvania.
Il primo documento in cui la città viene citata, con il nome Capnic, risale al 1336; il toponimo trae origine dalla parola slava kopaonic, che significa scavare. La città era infatti nota fin dall'epoca Romana per le sue risorse minerarie, già sfruttate all'epoca.
Cavnic ha subito nella sua storia diversi assalti e fu in particolare completamente distrutta due volte: dagli Ottomani nel 1460 e dai Tatari nel 1717.
La storia dell'attività mineraria, più sviluppata nei secoli scorsi, ha evidenziato nel XX secolo un andamento altalenante, con momenti di picco della produzione intervallati da periodi di pressoché totale chiusura. La svolta all'economia di Cavnic venne però negli anni settanta, quando si iniziarono a costruire i primi impianti di risalita (nella fattispecie due skilift) nell'area circostante: da quel primo nucleo nacquero progressivamente alberghi, pensioni e seconde case ed oggi la città vive prevalentemente di turismo. Rimane comunque una limitata attività mineraria, con estrazione di minerali di piombo, zinco e rame.
La popolazione è prevalentemente costituita da romeni, tuttavia rilevante è la presenza dell'etnia ungherese, che rappresenta quasi il 20% del totale degli abitanti.